# Sefer ha-Chajjim
Das Sefer ha-Chajjim oder Sefer Etz Chajim (hebräisch סֵפֶר עץ חיים ‚Buch vom Baum des Lebens‘), später auch als hebräisch ספר החיים לרבנו יצחק לוריא ‚Das Buch des Lebens von unserem Lehrer Isaac Luria‘, ist eine jüdisch-mystische Schrift, die 1573 entstand.
Der kabbalistische Text, steht mit dem jüdischen Mystiker Isaac Luria in Verbindung. Der Text wird als einer der wesentlichsten Primärtexte der lurianischen Kabbala angesehen. Es wurde etwa zwischen 1570 und 1590 von Isaak Lurias bedeutendstem Schüler Chajim ben Joseph Vital aus älteren Schriften zusammengestellt. Im einleitenden Gedicht werden die Grundlinien des Werkes, die auf der Lehre vom Tzimtzum (hebräisch צמצום ṣimṣūm), dem Akt der Selbstbeschränkung und des Rückzugs Gottes bzw. des Unendlichen, des Ain Soph beruhen, durch den erst die Schöpfung möglich wurde dargestellt.
Ein Werk mit gleichem Titel, das Sefer HaChaim von Chaim ben Betzalel von Friedberg stellt literaturgeschichtlich ein Bindeglied zwischen den Chasside Aschkenas und der Kabbala dar. Es wurde 1578 geschrieben.